# Euxoa rubricans
Euxoa rubricans är en fjärilsart som beskrevs av Eugen Johann Christoph Esper 1786. Euxoa rubricans ingår i släktet Euxoa och familjen nattflyn. Inga underarter finns listade i Catalogue of Life.